# Quela
Quela è una municipalità dell'Angola appartenente alla provincia di Malanje. Ha 79.946 abitanti (stima del 2006) ed una superficie di 5.830 km².
Il capoluogo è Quela.